# Codi ATC R03
El  codi ATC R03, descrit com Agents contra malalties obstructives de les vies respiratòries, és una subgrup terapèutic de l'Anatomical, Therapeutic, Chemical Classification System (ATC). La classificació ATC és un sistema de codis alfanumèric desenvolupat per l'Organització Mundial de la Salut (OMS) per als fàrmacs i altres productes sanitaris. El subgrup R03 és part del grup anatòmic R Sistema respiratori.

Els codis per a ús veterinari (codis ATCvet) poden han estat creats afegint la lletra Q davant dels codis ATC humans: QR03... 
Les adaptacions estatals de la classificació ATC poden incloure codis addicionals no presents en aquesta llista, que segueix la versió de l'OMS.

## R03AAdrenèrgics, inhalatoris
R03A A Agonistes de receptors adrenèrgics alfa i beta
R03A B Agonistes de receptors beta adrenèrgics no selectius
R03A C Agonistes selectius de receptors beta-2 adrenèrgics
R03A H Combinacions d'agents adrenèrgics
R03A K Adrenèrgics i altres agents contra malalties obstructives de les vies respiratòries

## R03B Altres agents contra malalties obstructives de les vies respiratòries, inhalatoris
R03B A Glucocorticoides
R03B B Anticolinèrgics
R03B C Agents antial·lèrgics, excl. corticoesteroides
R03B X Altres agents contra malalties obstructives de les vies respiratòries, inhalatoris

## R03C Adrenèrgics per a ús sistèmic
R03C A Agonistes de receptors alfa i beta adrenèrgics
R03C B Agonistes de receptors beta adrenèrgics no selectius
R03C C Agonistes selectius de receptors beta-2 adrenèrgics
R03C K Adrenèrgics i altres agents contra malalties obstructives de les vies respiratòries
R03D Altres agents contra malalties obstructives de les vies respiratòries, inhalatoris per a ús sistèmic

## R03D Altres fàrmacs sistèmics contra malalties obstructives de les vies respiratòries
R03D A Xantines
R03D B Xantines i adrenèrgics
R03D C Antagonistes del receptor de leucotriens
R03D X Altres agents contra malalties obstructives de les vies respiratòries, inhalatoris per a ús sistèmic